# Authuille
Authuille település Franciaországban, Somme megyében. Lakosainak száma 157 fő (2022. január 1.). Authuille Aveluy, Beaumont-Hamel, Mesnil-Martinsart, Ovillers-la-Boisselle és Thiepval községekkel határos.

## Népesség
A település népességének változása:
| Lakosok száma | 167  | 170  | 169  | 165  | 162  | 161  | 161  | 160  | 157  |
|               | 2013 | 2015 | 2016 | 2017 | 2018 | 2019 | 2020 | 2021 | 2022 |